# Can Miranda (Riudaura)
Can Miranda és una casa del municipi de Riudaura (Garrotxa) inclosa en l'Inventari del Patrimoni Arquitectònic de Catalunya. Està situada en el xamfrà entre la Plaça del Gambeto i el carrer de Rompeculs.

## Descripció
És de planta rectangular i teulat a dues aigües amb els vessants vers les façanes principals. Està sostingut per bigues de fusta, llates i teules col·locades a salt de garça.
Disposa de planta baixa, amb porta principal descentrada vers el costat dret, feta amb petites dovelles, i de les antigues quadres, avui convertides en garatge; aquesta obertura té llinda de fusta. Així mateix, té dos pisos superiors, un destinat a habitatge i l'altre a golfes. Llurs obertures foren realitzades en moments constructius diferents i han sofert diverses remodelacions.
Can Miranda va ésser bastida amb pedra menuda del país (rierencs i pedra volcànica) i posteriorment fou arrebossada. Les obertures havien estat emmarcades per una franja d'estuc. L'estat general de la casa és molt deficient.